# كارغولوكس الرحلة 7933
كارغولوكس الرحلة 7933 هي رحلة طيران من هونغ كونغ إلي لوكسمبورغ عبر باكو وبرشلونة في 21 يناير 2010 عندما كانت طائرة بوينغ 747-407RF تقترب للهبوط في مطار لوكسمبورغ فيندل الدولي وعندما كانت الطائرة تهبط وسط السحب الكثيف وتقترب من مدرج مطار لوكسمبورغ فيندل الدولي لاحظ الطيار ومساعده فجأة سيارة علي الطريق حاول الطيارون أن يرتفعوا بالطائرة ولكن إلا بعد فوات الأوان أصطدمت بوينغ 747-400 بسيارة علي طريق لوكسمبورغ المزدحم.